# Karin Köllerer
Karin Köllerer, née le 8 octobre 1970 à Oberalm, est une skieuse alpine autrichienne.

## Coupe du monde
- Résultat au classement général : 52e en 1991. : 71e en 1992. : 34e en 1993. : 81e en 1995. : 40e en 1996. : 53e en 1997. : 64e en 1998. : 34e en 1999. : 31e en 2000. : 19e en 2001. : 94e en 2002.

## Championnats du monde de ski alpin
- Sierra Nevada 1996 slalom: 9e
- Vail 1999 slalom: 6e
- Sankt Anton 2001 slalom: 6e